# Zimowe Mistrzostwa Rosji w Rzutach 2011
Zimowe Mistrzostwa Rosji w Rzutach 2011 – zawody lekkoatletyczne, które rozegrano w Soczi od 22 do 24 lutego.

## Rezultaty

### Mężczyźni
| Konkurencja:   | 1. miejsce           | Rezultat    | 2. miejsce        | Rezultat | 3. miejsce        | Rezultat |
| Rzut dyskiem   | Bogdan Piszczalnikow | 61,85 SB    | Nikołaj Siediuk   | 57,10    | Glieb Sidorczenko | 55,97    |
| Rzut młotem    | Aleksiej Zagorny     | 79,24 WL SB | Siergiej Litwinow | 78,90    | Kiriłł Ikonnikow  | 77,07 SB |
| Rzut oszczepem | Igor Suchomlinow     | 78,03 SB    | Aleksiej Towarnow | 77,27 SB | Aleksander Iwanow | 76,20 SB |

### Kobiety
| Konkurencja:   | 1. miejsce       | Rezultat    | 2. miejsce           | Rezultat | 3. miejsce           | Rezultat |
| Rzut dyskiem   | Olesia Korotkowa | 61,48       | Jekatierina Strokowa | 59,61 PB | Wiera Ganiejewa      | 58,23    |
| Rzut młotem    | Tatjana Łysienko | 71,46 SB    | Marija Biespałowa    | 69,39 PB | Aleksandra Luszczeko | 66,97 PB |
| Rzut oszczepem | Marija Abakumowa | 65,12 WL SB | Marina Maksimowa     | 57,62 SB | Łada Czernowa        | 57,40 SB |